# NGC 2453
NGC 2453 is een open sterrenhoop in het sterrenbeeld Achtersteven. Het hemelobject werd op 5 februari 1837 ontdekt door de Britse astronoom John Herschel.

## Synoniemen
- OCL 670
- ESO 493-SC12